# Eragrostis incrassata
Eragrostis incrassata är en gräsart som beskrevs av Thomas Arthur Cope. Eragrostis incrassata ingår i släktet kärleksgrässläktet, och familjen gräs.
Artens utbredningsområde är Somalia. Inga underarter finns listade i Catalogue of Life.